# Chantal (Sängerin)

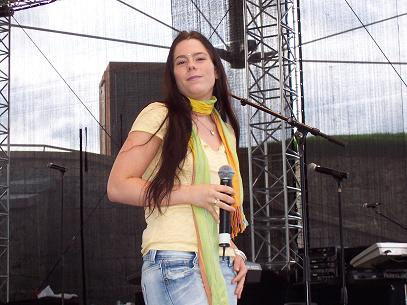
Chantal

Chantal Joanna Hendrika Lampe Roeters (* 19. Juli 1981 in ’s-Hertogenbosch, Niederlande) ist eine  deutschsprachige Schlagersängerin. Sie tritt auch unter dem Namen Joanna Lampe auf.

## Leben

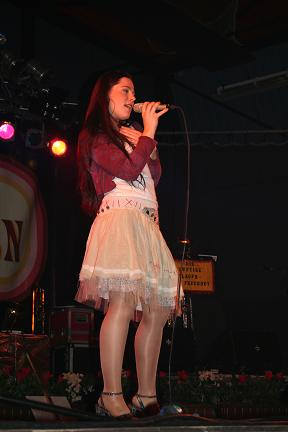
Chantal

Chantal wuchs mit Großeltern, Eltern und Schwester auf einem Bauernhof auf. Mit 14 Jahren bewarb sie sich per Fax bei einem niederländischen Call-TV-Sender mit Laura Pausinis Song Strani Amori und gewann. Der erste Plattenvertrag war die Folge, und da das Unternehmen Teil einer österreichischen Firma war, wurde in deutscher Sprache produziert.
Chantal absolvierte Auftritte in den Niederlanden, Deutschland und Österreich, immer begleitet von den Eltern im Wohnwagen. Sie hatte Auftritte im ZDF-Fernsehgarten, der Volkstümlichen Hitparade, beim Open Air der Klostertaler und vor 26.000 Menschen im Amsterdamer Fußballstadion. Zwischendurch machte sie ihr Abitur.
2001 nahm sie zusammen mit der Schlagerband Atlantis den Hit Dominica auf und konnte sich damit in den deutschen Hitparaden platzieren. Mit ihrem zweiten Album Herzgefühl erreichte sie gute Platzierungen. Neue Songs wurden  mit Oliver Haidt produziert.
Chantal begann ein Fernstudium in Kulturwissenschaften an einer niederländischen Universität. Sie begann auch eigene Songs zu schreiben und lernte dadurch Anfang 2006 ihr damaliges Produzententeam Norbert Beyerlein und Werner Schüler kennen. Zum Anfang 2007 waren die ersten Songs in deutscher und niederländischer Sprache produziert. Die niederländische Schallplattenfirma Red Bullet nahm Chantal langfristig unter Vertrag und übernahm die von Daxhill produzierten Songs für Benelux.
Chantal hat zusammen mit ihrem Ehemann Daniel drei Söhne, die 2003, 2004 und 2008 geboren wurden. 2009 wurde der neue niederländische Schlagerkanal Schlager TV ins Leben gerufen. Chantal stieg als Geschäftsführerin bei diesem Projekt ein. Erstmals arbeitete sie hierbei auch als Regisseurin und Drehbuchautorin ihrer eigenen Sendung So schön ist ….
2010 übernahm Chantal die Projektleitung für das Schlagerfestival Kerkrade, das in den 1990er Jahren von Schlagersänger Dennie Christian moderiert und in Deutschland von RTL Plus ausgestrahlt wurde. Die erste neue Ausgabe des Festivals wurde im April 2010 in der erneuerten Rodahalle Kerkrade produziert. 2011 wurde eine weitere Episode in Kerkrade aufgezeichnet. Diese Sendung wurde vom niederländischen Kanal Nederland 2 für das Fernsehen übernommen.
Zum Ende des Jahres 2011 gab die Sängerin bekannt, ihre Schlagerkarriere nach 15 Jahren zu beenden. Das Schiff meiner Träume war somit ihre vorläufig letzte Single. 2013 wurde die damals in Österreich lebende Sängerin auf das Country-Rock-Projekt High South aufmerksam und fasste den Entschluss, als Solokünstlerin auf die Bühne zurückzukehren. Sie fand ihren eigenen Stil in der amerikanischen Country-Musik, änderte ihren Namen in Joanna Lampe und veröffentlichte im selben Jahr die Single Gotta Start Somewhere.

## Diskografie
| Deutsch Alben 1998 Bei dir 2001 Herzgefühl 2005 Weil es dich gibt Singles (Auswahl) 1998 Che Sera 1998 Wenn ich liebe 1999 Cinderella 2000 Lass mich nochmal deine Sehnsucht spüren 2001 Es ist leicht zu verzeihen 2001 Ich will den Sommer 2001 Domenica (mit Atlantis) 2002 Du hast mein Herz entführt 2004 Wenn es wieder Sommer ist ( Promo-CD ) 2005 Frag deine Sehnsucht (Promo-CD) 2005 Tränen in der Nacht (Promo-CD) 2006 Weil es dich gibt (Promo-CD) 2006 It’s Not Easy (Promo-CD – nur Österreich) 2007 Ich tanz durch die Nacht (Promo-CD) 2007 Auf der Straße nach Athen (Promo-CD) 2008 Wie ein Vogel im Wind (Promo-CD) 2008 Komm und halt mich (Promo-CD) 2009 Der Traum ist geblieben (Promo-CD) 2009 In diesem Augenblick (Promo-CD) 2010 Dieses Mal ist es für immer (Promo-CD) 2011 Das Schiff meiner Träume (Promo-CD) | Niederländisch Alben 1998 Morgen 2004 Het beste van Chantal Singles (Auswahl) 1997 Vrijheid / Einde van de Eenzamheid 1997 Dit is nog niet onze nacht / Phillipe, Phillipo / Sierra Madre / Zauberwelt der Berge 1997 Geloof in mij / Sierra Madre 1998 Che Sara / Zeg me nu 1998 Typisch jij / Zomerzon / Komm her und trau di 1999 Cinderella / Sommer in mir 2007 Ik dans door de nacht 2007 Athene 2008 Als ik dicht bij je ben (Promo-CD) 2008 Kom terug (Download-Single) Als Joanna Lampe Single 2013 Gotta Start Somewhere |